# Frank O. Salisbury
Francis ("Frank") Owen Salisbury (18 de diciembre de 1874–31 de agosto de 1962) fue un pintor inglés especializado en retratos, grandes lienzos sobre temas históricos y ceremoniales, vidrieras e ilustración de libros. En su época de apogeo amasó una fortuna a ambos lados del Atlántico. Usó un estilo profundamente conservador y fue un mordaz crítico del Arte Moderno, especialmente de sus contemporáneos Picasso, Chagall y Mondrian. Su padre, Henry Salisbury, se describía a sí mismo como "fontanero, decorador y ferretero" (su madre era Susan Hawes), sin embargo, su hijo Frank se convertiría en uno de los mayores artistas de la sociedad de su época.

## Vida personal
Salisbury, que tuvo diez hermanos, fue un niño débil que fue educado en casa, principalmente por su hermana Emilie, estudiante de magisterio. Apenas recibió un par de semanas de educación formal y comenzó a trabajar reparando bicicletas en el depósito de bicicletas de su padre, en Harpenden. Ante el temor de que fuera incapaz de encontrar y mantener un trabajo por sí mismo, su familia decidió ponerlo de aprendiz, a la edad de 15 años, con Henry James Salisbury, su hermano mayor, quien dirigía una gran empresa de vidrieras en Alma Road, en St Albans. Aprendió rápidamente todas las destrezas propias de los artistas vidrieros y exhibió una habilidad excepcional en el arte de la pintura de detalle, que se aplicaba al vidrio antes de la cocción final. Esto llevó a su hermano a pagarle unas clases en la Academia de Arte de Heatherley tres días a la semana para que siguiera desarrollando su carrera de pintor. Posteriormente, ganó una beca para estudiar en la Royal Academy of Arts, a la que asistió durante cinco años y donde ganó dos medallas de plata y dos becas, incluyendo la beca Landseer con la que se pagó su viaje a Italia de 1896. A lo largo del tiempo, entre 1899 y 1943, setenta de sus obras serían aceptadas para las Exposiciones estivales de la Royal Academy, sin embargo nunca le ofrecieron convertirse en miembro de la Academia, lo que al parecer le mortificó grandemente.

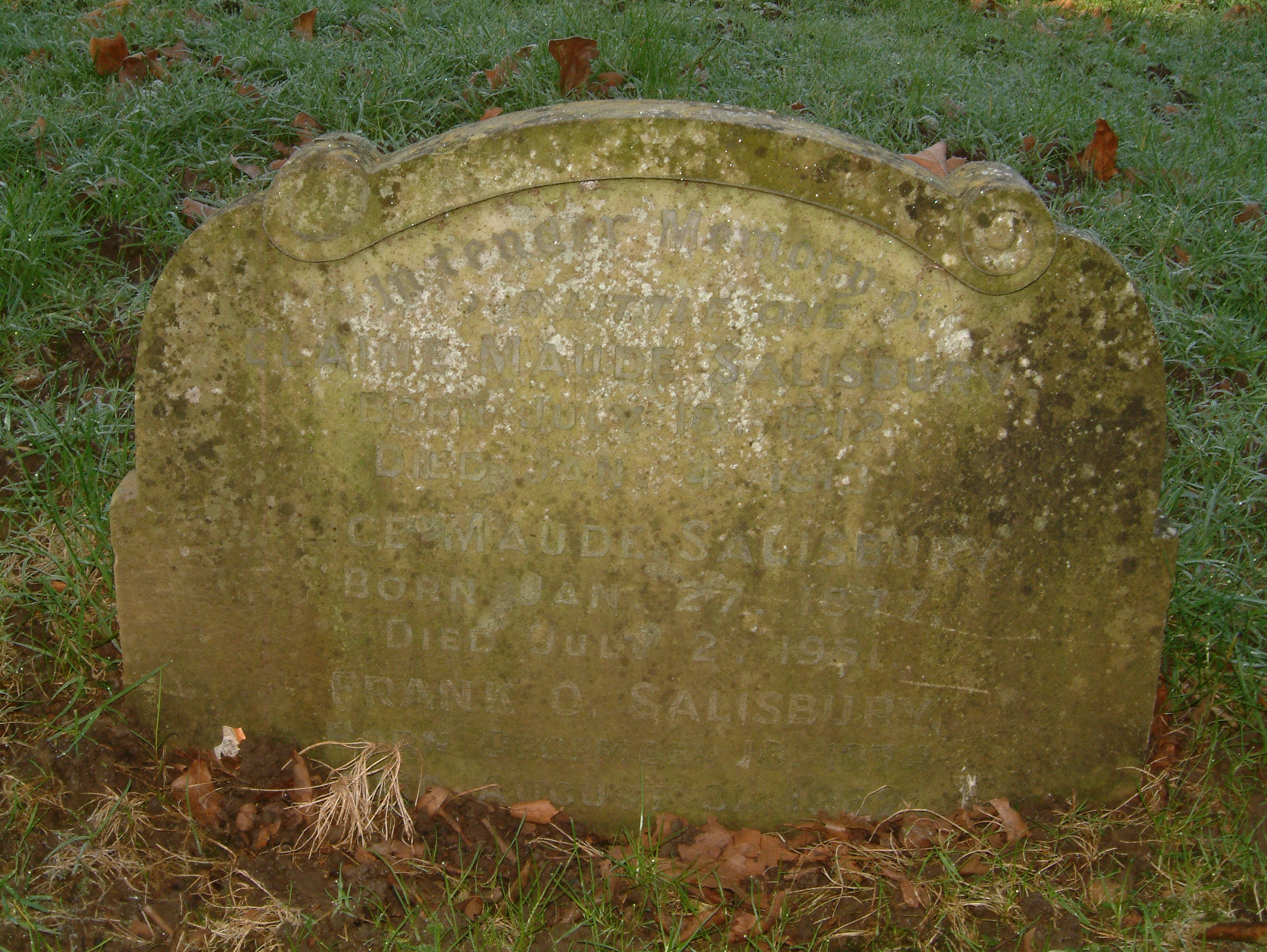
Lápida de Francis Owen Salisbury Lápida, Cementerio de St Nicholas, Harpenden.

En 1901 se casó con Alice Maude (fallecida en 1951), hija de C. Colmer Greenwood, con la que tuvo varios hijos, incluyendo a sus hijas gemelas Monica y Sylvia. El primer cuadro que exhibió en la Royal Academy fue un retrato de Alice y también pintó con frecuencia cuadros de sus hijos.
Salisbury falleció el 31 de agosto de 1962 en Sarum Chase, la mansión estilo neo-Tudor que se había construido en 1932 en Hampstead, Londres. Está enterrado en una modesta tumba, con su hija Elaine Maude y su esposa, en el Cementerio de St Nicholas, en Harpenden.

## Retratos

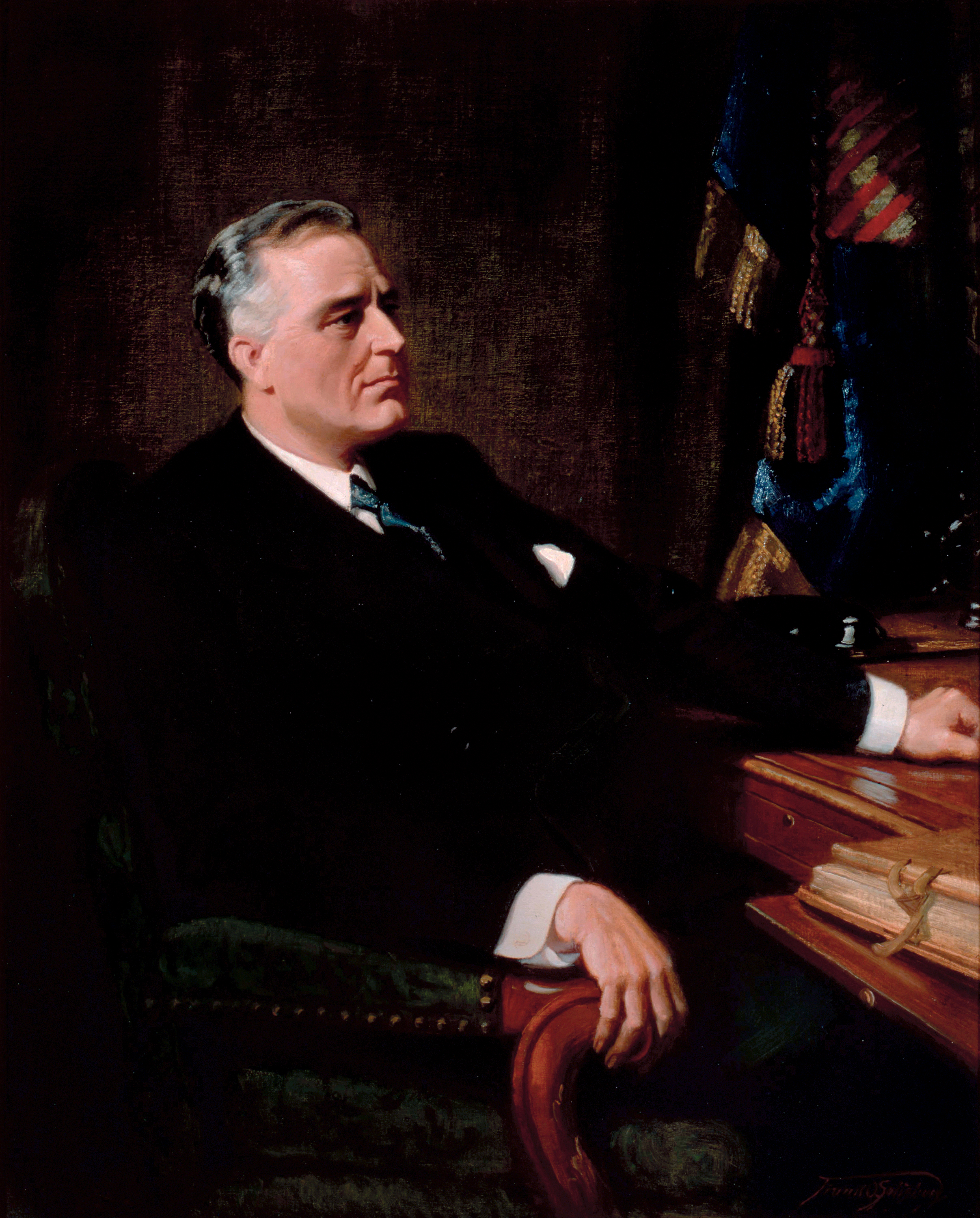
Retrato presidencial de Franklin Delano Roosevelt, 32º Presidente de los Estados Unidos (1933-1945)

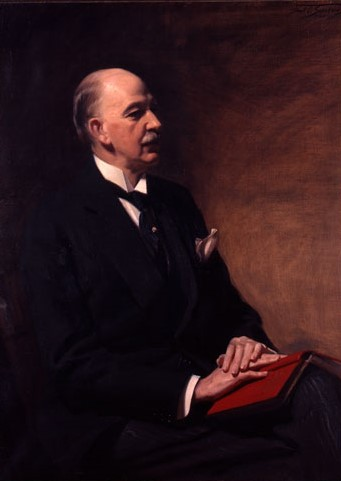
Retrato de Clarence Winthrop Bowen, 1928, obra de Frank O. Salisbury, American Antiquarian Society

Salisbury es conocido sobre todo por su maestría en el retrato. Su rapidez en pintar retratos se debía a su práctica de pintar a sus hijas gemelas cada mañana durante una hora. De hecho, su carrera comenzó como pintor de retratos de niños de la baja aristocracia rural de Hertfordshire y de los miembros de la Iglesia Metodista de Harpenden. Tenía su estudio en su propia residencia, Sarum Chase. Un afortunado encuentro con Lord Wakefield, fundador de Castrol Oils y filántropo metodista, le permitió introducirse en los retratos de sociedad. La elección de Salisbury para pintar el cuadro Boy Cornwell en la Batalla de Jutlandia, le dio a conocer entre la Realeza. Posteriormente, Lord Wakefield hizo los arreglos necesarios para que pintara al presidente de los Estados Unidos Woodrow Wilson durante su estancia en Londres, pero Wilson partió para París y Salisbury perdió esta oportunidad. Fue John W. Davis, embajador de Estados Unidos en Londres, quien había conocido a Salisbury en recepciones con artistas y admiraba sus retratos de niños, quien le animó a ir a los Estados Unidos.
Veinticinco miembros de la Casa de Windsor posaron para Salisbury, quien sería el primer artista en pintar a la Reina Isabel II. En 1919 pintó un mural para el Royal Exchange, Ceremonia Nacional de Acción de Gracias por la Paz en la escalinata de la Catedral de San Pablo, 6 de julio de 1919. 
Pintó a Winston Churchill en más ocasiones que cualquier otro artista; las dos imágenes icónicas de Churchill –  El  mono (Siren Suit) y Sangre, sudor y lágrimas son ambas obra de Salisbury.
Otros retratos importantes incluyen los de Richard Burton, Andrew Carnegie (póstumo), Sir Alan Cobham, Sir Robert Ludwig Mond, María Montessori, Bernard Montgomery, Luis Mountbatten, Benito Mussolini, John Player, Lord Rank, Jan Smuts y Sir Henry Wood.
Salisbury alcanzó un notable éxito en Estados Unidos, donde cabría decir que alcanzó el Sueño Americano. Hizo trece visitas, estableciendo su residencia en Washington D. C., Chicago y la ciudad de Nueva York, donde sus retratos reflejaron a las principales fortunas norteamericanas. Pintó a seis presidentes, incluyendo el retrato de Franklin D. Roosevelt, que aún hoy permanece como su retrato oficial en la Casa Blanca. Entre los magnates de la industria y las finanzas que posaron para él se incluyen Henry Clay Folger, Elbert Henry Gary, Edward Stephen Harkness, Will Keith Kellogg, Andrew William Mellon, J. P. Morgan, George Pullman, John D. Rockefeller, Jr., y Myron C. Taylor.
Salisbury pintó varios autorretratos, incluyendo dos en los que se representó a sí mismo mientras pintaba el cuadro  de la Coronación de 1937 y otro haciendo de maestro vidriero, de 1934.

## Escenas
Salisbury alcanzó su cumbre con más de cuarenta grandes lienzos representando episodios históricos y nacionales, ámbito en el que fue el artista indiscutible prácticamente hasta 1951. Los dos más importantes son El Corazón del Imperio – el Jubileo de acción de gracias en la Catedral de San Pablo de 1935 y La Coronación de sus Reales Majestades, el Rey Jorge VI y la Reina Isabel de 1937.
Una de las grandes ironías de su obra es que, a pesar de ser un pacifista convencido, su acceso a la Realeza, la aristocracia y los políticos extranjeros se produjo gracias a sus obras de tema bélico, en particular, sus retratos póstumos de los caídos en la Primera Guerra Mundial. El gran lienzo del Boy Cornwell fue seguido por El Rey y la Reina visitando los campos de batalla en Francia. Se encargó a Salisbury por Real Orden que pintara dos grandes cuadros de El Entierro del soldado desconocido para el primer Día del Recuerdo. A estas obras seguirían varios memoriales de guerra. Durante la Segunda Guerra Mundial se le encargó la pintura de La Firma del Tratado Anglo-Soviético y una de sus pinturas más entrañables, Las instrucciones para un Escuadrón del Aire. 
Una de sus parejas de cuadros se encuentra en el salón del Ayuntamiento de Walsall. Ambos cuadros fueron comisionados por Joseph Leckie "para conmemorar el inolvidable valor de los Regimientos de South Staffordshire en la Gran Guerra de 1914 - 1918" y fueron terminados en 1920. Uno de ellos muestra "el Primer Regimiento de South Staffordshires atacando el Reducto Hohenzollern", el otro "el 5º de Staffordshires atacando el canal de San Quintín en Bellingtise el 29 de septiembre de 1918".

## Creencias
Salisbury fue metodista, tomaba su fe muy en serio y consideraba sus éxitos como dones de Dios. Manifestó una ética protestante del trabajo y la conciencia propia del inconformismo anglicano. Pintó numerosas obras para algunas de las principales corrientes religiosas, en especial, para el Metodismo y el Ejército de Salvación. Pintó retratos póstumos de figuras metodistas históricas, siendo tal vez su obra más conocida el retrato de John Wesley en la Casa de John Wesley, en Londres. Salisbury organizó y pagó la restauración de la Casa de Wesley en 1934. Era abstemio y se mostró firmemente favorable a la Ley seca de los Estados Unidos. Se negó a trabajar los domingos. Muchas de sus amistades, incluyendo a J. P. Morgan, Lord Wakefield, Will Kellogg y Andrew Mellon, eran ricos industriales y filántropos cristianos. Legó su casa, Sarum Chase, en fideicomiso al Consejo Británico de Iglesias. Sin embargo, el Consejo vendió la mansión y subastó su interior. Sus retratos de personajes religiosos van desde Billy Graham, a cuatro Generales del Ejército de Salvación, pasando por el Papa Pío XII.

## Vidrieras
A pesar de todo, su manifestación artística favorita (aunque no la más rentable) siempre fueron las vidrieras. Una de sus primeras vidrieras fue la ventana oriental (que representa a Cristo, los caballeros y los ángeles) de la Iglesia de St. Michael and All Angels, en Bassett, Southampton.
Existen treinta y cuatro ventanas cuyo diseño se ha confirmado que corresponde a Salisbury, el mayor número de las cuales se encuentra en la Capilla Wesley en Londres, en la antigua capilla del National Children's Home en Harpenden y en la Iglesia Metodista de Forest Hill, en Londres. Todas sus vidrieras se instalaron en Inglaterra, con las tres notables excepciones de la Catedral de Medak, en la India. Fue elegido Maestro de la Venerable Compañía de los Vidrieros y de los Pintores de Vidrio en 1933.

## Imágenes
Los derechos de autor de todas sus pinturas pertenecen a la Herencia de Frank O. Salisbury. En los libros abajo citados aparecen algunas imágenes autorizadas. Se conservan importantes colecciones de sus pinturas en la Sociedad Histórica de Chicago, la National Portrait Gallery de Londres, la Sociedad Genealógica y Biográfica de Nueva York, el Museo de la Royal Air Force en Londres, la Capilla Wesley de Londres y la sede del Consejo Metodista Mundial, en Carolina del Norte.